# Phong Thường Thanh
Phong Thường Thanh (chữ Hán: 封常清; ?-756) là tướng nhà Đường trong lịch sử Trung Quốc.

## Thời trẻ
Phong Thường Thanh người Bồ châu. Thuở nhỏ Thường Thanh sống cùng ông ngoại và có hiểu biết nhiều nhờ sự dạy dỗ của ông ngoại.

## Dưới quyền Cao Tiên Chi
Năm 30 tuổi, Phong Thường Thanh đến nhờ cậy môn hạ của Phu Mông Linh Sát đang làm Tiết độ sứ 4 trấn. Lúc đó Cao Tiên Chi đang giữ chức Đô tri binh mã sứ, mỗi khi ra quân đều có tùy tùng 30 người. Phong Thường Thanh liền viết thư cho Cao Tiên Chi xin làm tùy tùng, nhưng Tiên Chi thấy ông gày gò ốm yếu, chân tay ngắn ngủn nên không muốn tiếp nhận.
Hôm sau, Phong Thường Thanh lại dâng lên bức thư nữa, nhưng Cao Tiên Chi nói rằng đã đủ người nên không nhận. Thường Thanh bày tỏ sự ngưỡng mộ và nhất định đứng ở cửa phủ. Cao Tiên Chi bất đắc dĩ phải nhận Thường Thanh.
Năm 741, bộ lạc Đạt Hề khởi binh chống triều đình. Đường Huyền Tông sai Tiết độ sứ Phu Mông Linh Sát đi đánh. Linh Sát sai Cao Tiên Chi mang 2000 quân ra cự.
Quân Đạt Hề hành quân xa, mệt mỏi, chưa muốn giao chiến. Cao Tiên Chi chủ động ra quân đánh bại quân Đạt Hề. Phong Thường Thanh ngồi trong trướng viết tin báo thắng trận, tường thuật tỉ mỉ tình hình mặt trận, mưu kế đánh thắng địch ra sao. Những gì Cao Tiên Chi định nói, Phong Thường Thanh tự viết thay lại hết khiến Tiên Chi cũng cảm thấy bất ngờ.
Thắng trận trở về, Phong Thường Thanh được mọi người kính nể, được phong làm Địa hạ tuất chủ Lũy châu.
Năm 747, Cao Tiên Chi thay Phu Mông Linh Sát làm Tiết độ sứ Tây An bèn xin triều đình phong cho Phong Thường Thanh làm Khánh vương phủ lục sự tham quân. Đường Huyền Tông giao cho Cao Tiên Chi làm Tiết độ sứ hành doanh, mang 1 vạn quân kỵ đi đánh Thổ Phiên. Mỗi khi ra trận, Tiên Chi thường sai Thường Thanh làm Lưu hậu sứ, thay mình xử lý công việc ở nhà.
Con trai nhũ mẫu của Cao Tiên Chi là Trịnh Đức Thuyên cậy thân với Tiên Chi nên nhờn phép tắc, coi thường Phong Thường Thanh. Ông bèn sai thủ hạ bí mật đưa mình đến gặp Đức Thuyên và trị tội. Dù vợ Đức Thuyên mà nhũ mẫu của Tiên Chi đứng ngoài xin tha nhưng Thường Thanh nhất định xử tội đánh Thuyên 60 roi. Sau đó ông báo cáo lên Cao Tiên Chi. Tiên Chi xem báo cáo bất ngờ kinh ngạc, nhưng khi gặp Thường Thanh không để lộ thái độ gì.

## Trong Loạn An Sử
Năm 755, Phong Thường Thanh vào kinh đô Trường An yết kiến Đường Huyền Tông. Cuối năm đó Tiết độ sứ Phạm Dương là An Lộc Sơn cất quân chống triều đình. Huyền Tông hỏi kế, Thường Thanh bày tỏ quan điểm rằng tuy dân trung nguyên lâu ngày quen thái bình không có chiến tranh nhưng biết lẽ phải trái của chính nghĩa triều đình, sẽ ủng hộ dẹp loạn. Ông xin Huyền Tông cho mộ quân ra giết địch.
Huyền Tông bằng lòng, phong cho Thường Thanh làm Tiết độ sứ Phạm Dương thay An Lộc Sơn, đến đông đô Lạc Dương chiêu mộ binh sĩ chống An Lộc Sơn. Ông mộ được 6 vạn người dân thị trấn, hạ lệnh chặt cầu Hà Dương, cố thủ tại đông đô Lạc Dương.
Tháng chạp năm đó, An Lộc Sơn vượt sông Hoàng Hà, tiến đánh Lạc Dương. Phong Thường Thanh mang quân ra cửa Vũ Lao chặn đánh Lộc Sơn, nhưng bị đánh bại, bị thiệt hại vài trăm quân, phải quay về giữ Lạc Dương. Sau đó, An Lộc Sơn vây hãm Đông đô, quân của Phong Thường Thanh toàn người đô thị không quen chinh chiến nên bị thua liên tiếp. Ông phải bỏ Lạc Dương chạy về Thiểm châu, nơi Cao Tiên Chi được điều ra trấn giữ.
An Lộc Sơn tiếp tục tiến quân đánh Thiểm châu. Hai tướng chống cự không nổi, phải chạy về giữ Đồng Quan. Đường Huyền Tông nghe tin Thường Thanh thua trận bèn tước hết quan chức của ông. Cao Tiên Chi lệnh cho Thường Thanh tuần tra giám sát các trại xung quanh.
Đường Huyền Tông sai hoạn quan Biên Lệnh Thành ra làm Giám quân, giám sát quân Cao Tiên Chi và Phong Thường Thanh. Biên Lệnh Thành thường hạch sách bắt Cao Tiên Chi thỏa mãn yêu cầu cá nhân, nhưng đều bị Tiên Chi từ chối. Biên Lệnh Thành trở về kinh tâu với Đường Huyền Tông rằng Cao Tiên Chi vô cớ bỏ thành giải tán quân và tự ý giảm khẩu phần của binh lính nên mới bị mất Thiểm châu.
Đường Huyền Tông nghe theo lời gièm của hoạn quan Bệnh Lệnh Thành, vô cùng tức giận, bèn sai Biên Lệnh Thành ra Đồng Quan hạ lệnh giết cả Phong Thường Thanh và Cao Tiên Chi, cử Ca Thư Hàn ra trấn thủ Đồng Quan.
Ngày 18 tháng chạp (đầu năm 756), cả Cao Tiên Chi và Phong Thường Thanh đều bị chém đầu. Không rõ năm đó Phong Thường Thanh bao nhiêu tuổi.